# El revés de la trama
El revés de la trama (1948) es una novela del autor inglés Graham Greene. El libro detalla una crisis moral que cambia la vida del protagonista, Henry Scobie.
Greene fue oficial de inteligencia en Freetown, Colonia y Protectorado de Sierra Leona y aprovechó su experiencia allí recabando detalles para la novela. Aunque Freetown no se menciona en el libro, Greene confirmó la ubicación en sus memorias de 1980, Ways of Escape.
El revés de la trama fue enormemente popular y vendió más de 300 000 copias en el Reino Unido. Ganó el premio de ficción James Tait Black Memorial de 1948. En 1998, la Modern Library clasificó a El revés de la trama en el puesto 40 de su lista de las 100 mejores novelas en inglés del siglo XX. En 2005, la novela fue elegida por la revista Time como una de las cien mejores novelas en lengua inglesa desde 1923 hasta la actualidad. En 2012, fue preseleccionada para el premio James Tait Black.

## Ambiente y trama
El mayor Scobie vive en una colonia en la costa occidental de África durante la Segunda Guerra Mundial y es responsable de la seguridad local. Su esposa Louise, una mujer infeliz y solitaria que ama la literatura y la poesía, no puede hacer amigos. Scobie se siente responsable de su miseria, pero no la ama. Su única hija, Catherine, murió en Inglaterra varios años antes. Louise es una católica devota. Scobie, un converso, también es devoto.
El clima del libro es opresivo: la guerra no aparece directamente, pero está presente a través del torpedeo de un barco, el toque de queda, el miedo a una invasión de los franceses de Vichy. El clima tropical es devastador (calor abrasador, heridas que se infectan si no se tratan inmediatamente, malestar evidente de los personajes, presencia de animales repulsivos). La muerte es omnipresente. La enfermedad de Scobie, la de su banquero, que se creía inmune a la ridícula práctica de la gimnasia, la muerte violenta de Ali, la de los supervivientes del naufragio, son signos de fatalidad, provocando cada vez una intensa angustia al personaje principal.
Scobie es ignorado para el ascenso a comisionado, lo que molesta a Louise tanto por su ambición personal como por su esperanza de que la comunidad británica local comience a aceptarla, y le pregunta a Scobie si puede irse a vivir a Sudáfrica para escapar de una vida que odia.
Al mismo tiempo, llega al pueblo un nuevo inspector, llamado Wilson. Es mojigato y socialmente inepto, y oculta su pasión por la poesía por miedo al ostracismo por parte de sus colegas. Él y Louise entablan una amistad que Wilson confunde con amor. Wilson se aloja con otro colega llamado Harris, quien ha creado el deporte de matar las cucarachas que aparecen en su habitación cada noche. Invita a Wilson a unirse a él, pero en el primer partido terminan discutiendo sobre las reglas del enfrentamiento.
Uno de los deberes de Scobie es liderar las inspecciones de los barcos de pasajeros locales, particularmente en busca de diamantes de contrabando, un problema como la búsqueda de la aguja en el pajar que nunca da resultados. El barco portugués, el Esperança, llega al puerto y un mayordomo descontento revela la ubicación de una carta escondida en la habitación del capitán. Scobie la encuentra y, como está dirigida a alguien en Alemania, la confisca porque podría contener códigos secretos e información clandestina. El capitán dice que es una carta para su hija y le ruega a Scobie que olvide el incidente, ofreciéndole un soborno de cien libras al enterase de que comparten la fe católica. Scobie rechaza el soborno, abre y lee la carta, pero habiéndolo hecho -contrariamente a las regulaciones- y considerándola inocua, decide no enviarla a autoridades superiores y la quema.
Scobie es llamado a un pequeño pueblo del interior para lidiar con el suicidio del inspector local, un hombre llamado Pemberton, que tenía poco más de veinte años y dejó una nota que da a entender que su suicidio se debió a un préstamo que no podía pagar. Scobie sospecha de la participación del agente local de un sirio llamado Yusef, un comerciante negro local. Yusef lo niega, pero advierte a Scobie que los británicos han enviado un nuevo inspector específicamente para buscar diamantes; Scobie afirma que esto es un engaño y que no conoce a ningún hombre así. Más tarde, Scobie sueña que está en la situación de Pemberton, e incluso escribe una nota similar, pero cuando despierta, se dice a sí mismo que nunca podría suicidarse, ya que ninguna causa merece la condenación eterna que traería el suicidio.
Scobie intenta conseguir un préstamo del banco para pagar las doscientas libras del pasaje de Louise, pero lo rechazan. Yusef se ofrece a prestarle el dinero a Scobie al cuatro por ciento anual. Scobie inicialmente se niega, pero después de un incidente en el que piensa erróneamente que Louise está pensando en suicidarse, acepta el préstamo y envía a Louise a Sudáfrica. Wilson se encuentra con ellos en el muelle e intenta interferir con su despedida.
Poco después, los supervivientes de un naufragio llegan tras cuarenta días en el mar en botes salvavidas. Una niña muere cuando Scobie intenta consolarla haciéndose pasar por su padre, que murió en el accidente. Una mujer de 19 años llamada Helen Rolt también llega desnutrida y deshidratada, con un álbum de sellos en la mano. Estaba casada antes de que el barco zarpara y ahora es viuda y tiene un anillo de bodas demasiado grande para su dedo. Scobie se siente atraído por ella, tanto por el preciado álbum de estampillas como por su presencia física, aunque no sea hermosa. Ella le recuerda a su hija.
Pronto comienza una apasionada relación con ella, siempre consciente de que está cometiendo el grave pecado del adulterio. Una carta que le escribe a Helen termina en manos de Yusef, y el sirio la usa para chantajear a Scobie para que le envíe un paquete de diamantes a través de Esperança, evitando así a las autoridades.
Después de que Louise regresa inesperadamente, Scobie lucha por mantenerla ignorante de su historia de amor. Pero no puede renunciar a Helena, ni siquiera en el confesionario, donde el sacerdote le ordena que reflexione y pospone la absolución. Aun así, para aplacar a su esposa, Scobie asiste a misa con ella y recibe la comunión en su estado de pecado mortal, un sacrilegio según la doctrina católica. Poco después, el sirviente de Yusef le entrega un "regalo" a Scobie, que él rechaza. El sirviente de Scobie, Ali, sin embargo, es testigo de esto y de un abrazo romántico entre Scobie y Helen. Scobie visita a Yusef para confrontarlo sobre el regalo, pero también para contarle su sospecha de que Ali, en quien había confiado durante los 15 años que estuvieron juntos, es desleal. Yusef dice que se ocupará del asunto, que en unas pocas horas termina con Ali siendo asesinado por adolescentes locales conocidos como "ratas de muelle". Se hace creer al lector que Yusef organizó el asesinato del que Scobie se culpa.
Habiendo llegado tan lejos en el camino de la ruina y sin ver salida, Scobie decide liberar a todos de sí mismo, incluido Dios, y planea su muerte fingiendo una enfermedad cardíaca y obteniendo una receta para pastillas para dormir. Sabiendo muy bien que el suicidio es la condenación definitiva según la doctrina de la Iglesia, al final procede a suicidarse con las pastillas. La ley, sin embargo, arroja resultados ambiguos. Helen continúa su triste existencia. Y Louise, que estuvo al tanto de la aventura desde el principio, se da cuenta gracias a su pretendiente, Wilson, de que la muerte de Scobie fue un suicidio. Ella le dice a Wilson que no se casará con él, pero que podría hacerlo con el tiempo.
El capítulo final consta de un breve encuentro entre Louise y su confesor. Louise intenta racionalizar el suicidio de Scobie en relación con su catolicismo, a lo que el sacerdote advierte que nadie puede saber qué hay en el corazón de una persona ni acerca de la misericordia de Dios.

## Personajes
- Mayor Henry Scobie - subcomisionado de policía desde hace mucho tiempo y protagonista de la novela
- Louise Scobie - la devota esposa católica de Henry
- Catherine Scobie - hija fallecida de Henry y Louise
- Ali - el sirviente africano de Scobie desde hace mucho tiempo
- Edward Wilson: nuevo inspector que espía al mayor Scobie y está enamorado de su esposa, Louise
- Harris - compañero de casa de Wilson
- "Dicky" Pemberton - inspector que se suicida debido a su gran deuda con Yusef
- Helen Rolt - viuda recién llegada que se convierte en la amante de Scobie
- Yusef: comerciante negro local sirio que chantajea a Scobie después de encontrar una carta en la que expresa su amor por Helen.
- Tallit - católico sirio, principal competidor de Yusef
- Padre Rank - sacerdote católico local.
- Padre Clay - sacerdote católico en Bamba que lee sobre los santos

## Dualidad de los personajes
En la novela se tratan temas recurrentes del autor: la relación con la religión católica, la culpa, el sufrimiento interior, el sentimiento de pecado, el amor imposible. Scobie es un ser dual: desempeña sus funciones como policía de manera ambigua, engaña a su esposa poco después de partir hacia Ciudad del Cabo y continúa esta relación después de su regreso. Al mismo tiempo, siente compasión por una niña, salvada del hundimiento de su barco torpedeado, pero que no sobrevivirá más que unos pocos días, porque le recuerda a su propia hija, y le consume la percepción de su degradación y pecado. Sufre por no poder hacer felices a los demás, en particular a las dos mujeres que cree amar, y siente disgusto consigo mismo. La duplicidad de los personajes también la comparten los principales protagonistas. Louise Scobie es a la vez una intelectual, amante de los libros, enamorada de la poesía, en una ciudad donde se enfrenta a la mediocre sociedad de los colonos, y una pequeña burguesía, que estimula la ambición de su marido, que está totalmente desprovisto de ella, y habla con él de su futuro en una pequeña casa en Inglaterra tras su jubilación. Wilson es un agente del gobierno camuflado como empleado de una casa colonial, lo que constituye una primera forma de duplicidad. Comete una segunda impostura al presentarse como un poeta etéreo (envía un poema dedicado a Louise a la revista de su escuela en Inglaterra y se lo muestra), aunque puede estar animado por sentimientos bastante viles, como lo demuestra su visita al burdel y sus celos enfermizos.

## Recepción

### Reseñas contemporáneas
El novelista y crítico literario George Orwell, escribió en el periódico The New Yorker del 17 de julio de 1948:

La idea central del libro es que es mejor ser un católico errado que un pagano virtuoso…es imposible no sentir un cierto esnobismo en la actitud del Sr. Greene, tanto aquí como en otros libros escritos desde un punto de vista explícitamente católico. Parece compartir la idea, que circula desde Charles Baudelaire, de que hay algo distinguido en estar condenado; El infierno es una especie de club nocturno de clase alta, cuya entrada está reservada sólo a los católicos, ya que los demás, los no católicos, son demasiado ignorantes para ser considerados culpables, como las bestias que perecen.

Orwell añadió: “Pero todo el tiempo –borrachos, lujuriosos, criminales o condenados abiertamente– los católicos conservan su superioridad, ya que son los únicos que conocen el significado del bien y del mal”.
El crítico literario William DuBois, en el número del 11 de julio de 1948 de The New York Times, describe a Graham Greene como “un moralista profundo con una técnica acorde a su propósito” y a su protagonista, el policía Scobie, como “un caso de libro de texto de un juez destruido por sus propias frases”. DuBois cita un pasaje para ilustrar su caracterización de El meollo del asunto como una “parábola” de un hombre que es “víctima de su propia bondad aguda”,  y añade: “Ésa es la parábola del señor Greene: el lector buscará mucho hasta encontrar otra novela que explore ese malestar básico con tanta profundidad clínica y con tanta compasión”.

### Evaluaciones posteriores
En un artículo publicado en The Guardian el 17 de septiembre de 2010, el crítico literario D. J. Taylor sitúa El revés de la trama dentro del legado de las “novelas católicas” que comenzaron a aparecer a mediados del siglo XIX, “nacidas del movimiento tractariano” y parte de la “tradición católica en letras inglesas”. Taylor añade que “el verdadero impulso al ascenso de la novela católica a mediados del siglo XX lo proporcionaron los conversos: Evelyn Waugh, Graham Greene y, un poco más tarde, Muriel Spark”. Taylor ofrece esta observación sobre la respuesta crítica a estas obras de inspiración católica:

Incluso a los católicos les resultó difícil ignorar algunas de las quejas dirigidas contra Waugh y Greene por sus críticos contemporáneos. Incluso para ciertos creyentes, el catolicismo de Waugh era un síntoma de su búsqueda de la "inteligente", esa celosa romantización de la vida de la clase alta inglesa en la que Brideshead Revisited (1945) se deleita positivamente. La disputa de Orwell con Greene giró en torno a la idea de que las situaciones en las que se encontraban sus personajes eran psicológicamente inverosímiles. Scobie, en The Heart of the Matter, es, según Orwell, increíble… ¿Pero por qué exactamente se estaban peleando aquí? Tanto Greene como Waugh creían que la sensibilidad religiosa de sus personajes les daba una dimensión que la mayoría de las personas en las novelas ya no poseían

Taylor informa que "cualquier novelista religioso enfrenta... la absoluta necesidad de abrir el exclusivo club privado al que pertenece a los no miembros que no usan sus frac ni beben su clarete". 
El crítico literario Scott Bradfield, en The New Republic del 10 de marzo de 2021, considera El revés de la trama una novela “revolucionaria”:

Greene alcanzó fama internacional al atraer a los católicos que encontraron en él una expresión de su vida en un mundo posterior a la Segunda Guerra Mundial donde Dios no parecía recompensar la fe que depositaban en Él.

Al observar que “el cinismo de Greene sobre el mundo (y los sufrimientos de la humanidad) se acercaba al nihilismo”, Bradfield cita al protagonista Scobie de El revés de la trama: “Muéstrame al hombre feliz y te señalaré el egoísmo extremo, la maldad o el egoísmo extremo  —o si no una ignorancia absoluta”. Bradfield añade: "Es difícil pensar en algún novelista comercial igualmente productivo hoy en día que hable tan vigorosamente contra las devociones religiosas y políticas".

## Adaptaciones
La novela se llevó al cine en 1953, dirigida por George More O'Ferrall y protagonizada por Trevor Howard y Maria Schell, y en 1983 se produjo una versión cinematográfica para televisión, con Jack Hedley como Scobie.